# Station Freden (Leine)
Station Freden (Leine) (Bahnhof Freden (Leine)) is een spoorwegstation in de Duitse plaats Freden, in de deelstaat Nedersaksen. Het station ligt aan de spoorlijn Hannover - Kassel.

## Indeling
Het station heeft twee zijperrons, die niet zijn overkapt maar voorzien van abri's. De perrons zijn verbonden via een voetgangerstunnel, die te bereiken is vanaf de straten Am Schillerplatz en Alfelder Straße. De tunnel is toegankelijk gemaakt door middel van liften. Aan beide zijde van het station zijn er parkeerplaatsen en fietsenstallingen. In de straat Am Schillerplatz bevindt zich de bushalte van het station. Ten westen van het station staat het voormalige stationsgebouw, deze wordt nu gebruikt als horecagelegenheid. 

## Verbindingen
De volgende treinserie doet het station Freden (Leine) aan:
| Serie | Treinsoort                  | Route | Bijzonderheden |
| ----- | --------------------------- | --- | -------------- |
| RE 2  | Regional-Express (metronom) | Uelzen – Celle – Hannover Hbf – Nordstemmen – Elze (Han) – Alfeld (Leine) – Freden (Leine) – Kreiensen – Northeim (Han) – Göttingen |                |